# Condado de Brzeg
Não confunda com o Condado de Brzesko, que tem o mesmo nome em polonês.
Nota linguística: Não confundir hrabstwo (condado) com powiat (divisão administrativa)..
Brzeg (polaco: powiat brzeski) é um powiat (condado) da Polónia, na voivodia de Opole. A sede do condado é a cidade de Brzeg. Estende-se por uma área de 876,52 km², com 92 637 habitantes, segundo os censos de 2005, com uma densidade 105,69 hab/km².

## Divisões admistrativas
O condado possui:
Comunas urbanas: Brzeg
Comunas urbana-rurais: Grodków, Lewin Brzeski
Comunas rurais: Lubsza, Olszanka, Skarbimierz
Cidades: Brzeg, Grodków, Lewin Brzeski

## Demografia
População (dados de 30 de Junho de 2005):
|          | Total   | Total | Mulheres | Mulheres | Homens  | Homens |
| -------- | ------- | ----- | -------- | -------- | ------- | ------ |
|          | pessoas | %     | pessoas  | %        | pessoas | %      |
| Total    | 92 637  | 100   | 47 598   | 51,4     | 45 039  | 48,6   |
| Cidades  | 53 063  | 100   | 27 824   | 52,4     | 25 239  | 47,6   |
| Povoados | 39 574  | 100   | 19 774   | 50       | 19 800  | 50     |